# Stefan Pfänder
Stefan Pfänder (* 4. August 1969 in Gelsenkirchen) ist ein deutscher Romanist.
Er erwarb 1993 das Licence an der Universität Aix, den Dr. phil. 1999 an der Albert-Ludwigs-Universität Freiburg und 2004 den Dr. phil. habil. an der Universität Halle. Seit 2005 ist er ordentlicher Professor für „Romanische Philologie/Linguistik“ an der Albert-Ludwigs-Universität Freiburg. Er ist ordentliches Mitglied der Heidelberger Akademie der Wissenschaften seit 2019.

## Schriften (Auswahl)
Monographien
- Aspekt und Tempus im Frankokreol. Semantik und Pragmatik grammatischer Zeiten im Kreol unter besonderer Berücksichtigung von Französisch-Guayana und Martinique. Tübingen 2000, ISBN 3-8233-5430-2.

Herausgeberschaften
- mit Eva Kimminich, Michael Rappe und Heinz Geuen: Express yourself! Europas kulturelle Kreativität zwischen Markt und Underground. Bielefeld 2007, ISBN 3-89942-673-8.
- mit Peter Auer: Constructions: emerging and emergent. Berlin 2011, ISBN 978-3-11-022907-3.
- mit Thiemo Breyer, Michael Buchholz und Andreas Hamburger: Resonanz – Rhythmus – Synchronisierung. Interaktionen in Alltag, Therapie und Kunst. Bielefeld 2017, ISBN 3-8376-3544-9.